# Shihuadong
Shihuadong oder „Steinblumen-Höhle“ (Shihua dong 石花洞; engl. Stone-Flower Cave) ist eine der Karsthöhlen im Pekinger Stadtbezirk Fangshan in der Volksrepublik China, in denen außergewöhnlich viele Ablagerungen von Sinterbildungen wie Stalagmiten und Stalaktiten zu finden sind. Der Ort liegt ca. 50 Kilometer vom Stadtzentrum Pekings entfernt. In der Höhle sind mehrere Erscheinungen zu bewundern, die „Steinlotosblume im Jadeteich“ 瑶池石莲 hat bereits ein Alter von über 32.000 Jahren.
Der Geopark Shihuadong steht auf der Liste der Nationalparks in der Volksrepublik China.